# ترس (رمان کوتاه)
ترس (به آلمانی: Angst) رمان کوتاهی است از استفان تسوایگ، نویسندهٔ اهل اتریش. این اثر دستمایهٔ اقتباسی سینمایی به همین نام توسط هانس اشتاینهوف قرار گرفت.